# آرون هاردی
آرون هاردی (انگلیسی: Aaron Hardy؛ زادهٔ ۲۶ مهٔ ۱۹۸۶) بازیکن فوتبال اهل بریتانیا است.
از باشگاه‌هایی که در آن بازی کرده‌است می‌توان به باشگاه فوتبال برافورد پارک آونیو، باشگاه فوتبال فارسلی سلتیک، باشگاه فوتبال هالیفاکس تاون، باشگاه فوتبال گایزلی، باشگاه فوتبال هادرزفیلد تاون، و باشگاه فوتبال هروگیت تاون اشاره کرد.